# Clima de Catalunya

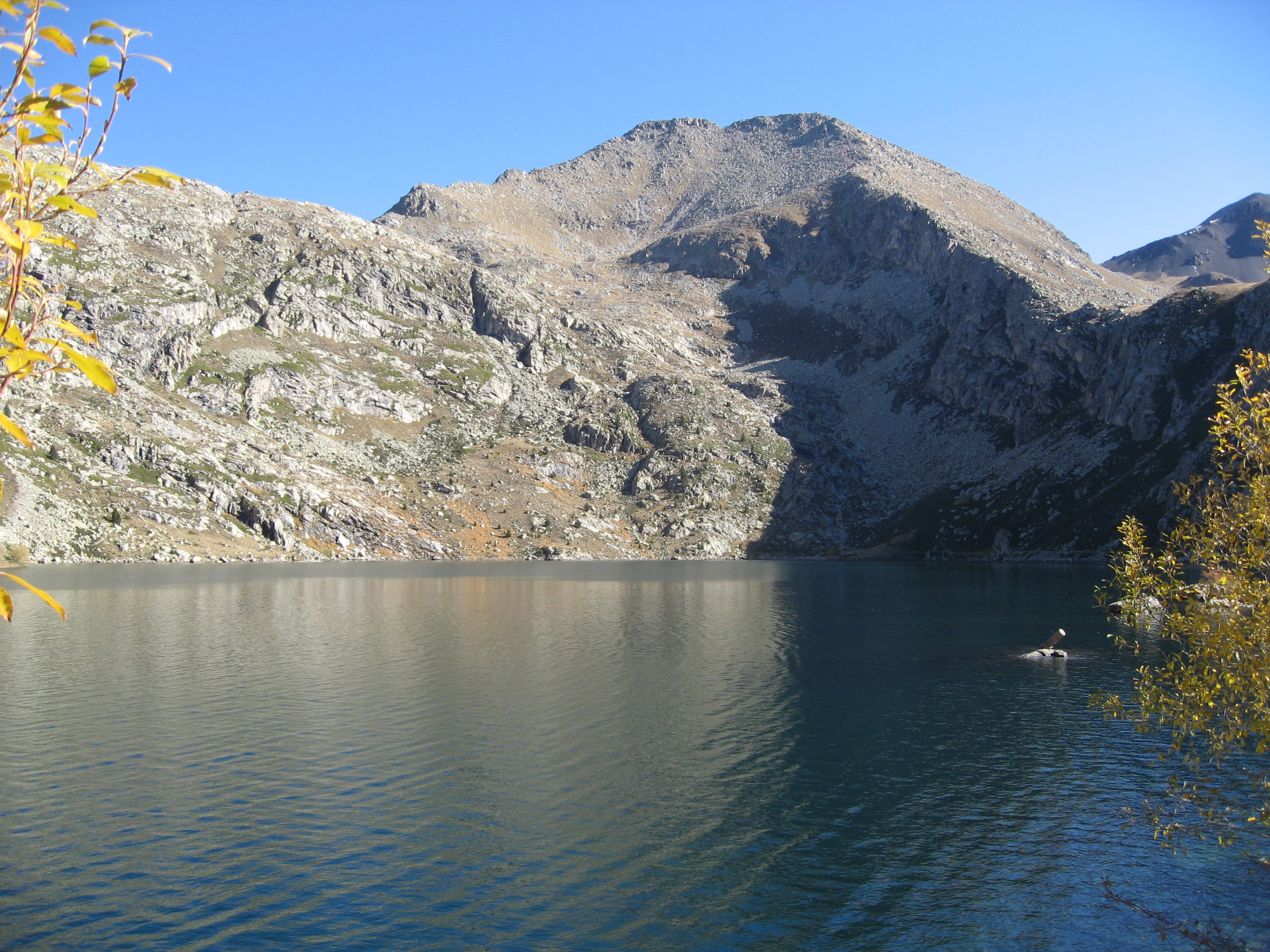
Estany Gento al Pirineu, on el 1956 hi va haver la temperatura més baixa enregistrada, fins a l'any 2020, a la península Ibèrica.

El clima de Catalunya és d'hiverns amb temperatures suaus i estius calorosos i secs, característiques del clima mediterrani, amb l'excepció de la Vall d'Aran, d'hiverns freds i plujosos i estius frescos i relativament humits i, per tant, de clima atlàntic.
A l'hivern, hi ha una diferència notable de temperatures entre el litoral costaner (clima pròpiament mediterrani), amb temperatures mitjanes al voltant dels 10 °C i l'interior (per sota dels 1.000 m d'altitud) amb temperatures mitjanes hivernals entre 3 i 7 °C. Les temperatures d'estiu són més homogènies al voltant dels 25 °C a la costa i entre 21 i 25 a l'interior. El clima de muntanya es caracteritza per una disminució de la temperatura i un increment de les precipitacions tot això d'acord amb l'augment de l'altitud. A partir dels 1.500 metres es considera que comença el clima d'alta muntanya. La temperatura mitjana anual oscil·la entre els 17 °C del Delta de l'Ebre fins als 0 °C, o inferior, a partir dels 3.000 m d'altitud. Les temperatures extremes han estat de 43 °C Lleida i Igualada juliol de 1982, Montblanc el 4 de juliol de 1994 fins -32 °C de l'Estany Gento (a la cota de 2.030 m) el febrer de 1956. Les precipitacions mitjanes anuals oscil·len entre els 350 litres de la plana de Lleida i terres de l'Ebre i els 1.500 d'Espot i alguns punts de la Vall d'Aran i Vall de Tavascan.
La humitat relativa mitjana anual es troba en general a tot el territori entre el 70 i el 75%. Al litoral aquesta xifra és força homogènia al llarg de tots els mesos de l'any, a l'interior es presenta un mínim a l'estiu i un màxim a l'hivern, especialment acusat aquest en els llocs on acostuma a haver-hi boira.
El vent dominant a Catalunya, com en general a la resta d'Europa, és el de ponent (de l'oest). Tanmateix tant al nord com al sud del país hi dominen vents de component nord: la tramuntana (que bufa del nord) especialment a l'Alt Empordà i el mestral (del nord-oest) al sud de Catalunya. S'ha de tenir en compte vents més irregulars o estacionals com són el vent de marinada i les brises de muntanya o el fogony. Les velocitats mitjanes anuals del vent (mesurades a 10 m del terra) es troben entre 1 m/s a Viella (protegida per les muntanyes que l'envolten) i 10 m/s de Portbou (observatori dalt d'una muntanya)
La insolació està estretament lligada a la nuvolositat, sigui de núvols alts o de núvols baixos (boira) i no tan directament lligada a la pluviometria. Catalunya se situa entre les 2.600 hores anuals i les 2.000 hores.

## Factors geogràfics i termodinàmics

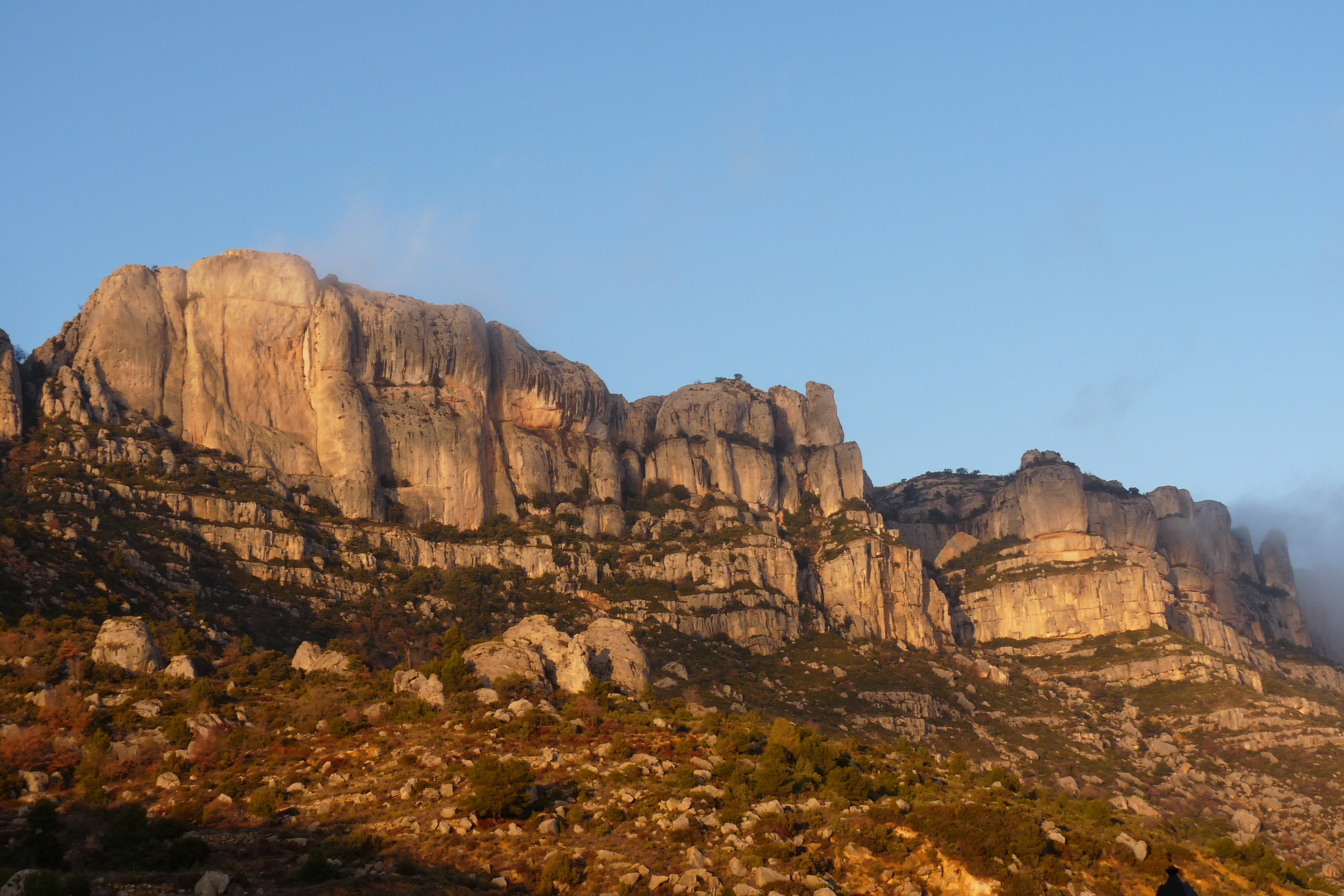
Serra de Montsant, una mostra del relleu accidentat a Catalunya.

El punt més al nord del territori català és a 42° 52′, a Òpol i Perellós, a la Catalunya del Nord (pràcticament coincideix amb l'extrem nord de la Vall d'Aran que està a 42° 50′) i el punt més al sud és a 40° 32′ a Alcanar. Aquesta diferència de latitud (2° 20′) és poc rellevant des del punt de vista climàtic, ja que, per exemple, la diferència, expressada en temps, des de la sortida a la posta del sol en els solsticis entre els dos punts extrems de Catalunya és d'un quart d'hora aproximadament. Respecte a la longitud, tot Catalunya està situada a l'est del meridià de Greenwich. El punt més a ponent és al Montsià a 0° 15′ E i el més oriental (i punt també més oriental de la península Ibèrica) a 3° 19′ al Cap de Creus. Aquesta diferència de longitud no té rellevància en la pràctica en el clima.
El relleu té molta importància en la caracterització del clima de Catalunya. Gran part de la superfície de Catalunya està ocupada per muntanyes i turons però també té algunes planes de terres baixes d'extensió considerable. La disposició aproximadament Est-Oest dels Pirineus fa de barrera (no sempre efectiva) per a les entrades d'aire fred del nord i també fa que la precipitació disminueixi en el vessant sud, que és la que ocupa més extensió, ja que només la Vall d'Aran i l'alt Pallars Sobirà estan o reben la influència climàtica del vessant nord. De gran importància són les serralades litorals i prelitorals que en disposar-se aproximadament paral·leles a la costa limiten l'extensió del clima estrictament mediterrani a una estreta franja que, tan sols al sud del Llobregat, s'amplia un poc.
Entre els factors termodinàmics destaca el corrent en jet que afecta Catalunya en els equinoccis i a l'hivern (quan aquest corrent circula entre els paral·lels 30° i 50 °N) mentre a l'estiu ho fa al voltant de la latitud 50° cosa que permet l'anticicló de les Açores ocupar aleshores situacions més septentrionals i afectar el territori de Catalunya L'anticicló de les Açores fa d'obstacle per a les borrasques atlàntiques (que circulin en direcció oest-nord-est) i dona lloc a un temps força sec excepte a l'alta muntanya zona de ciclogènesi a l'estiu.
A més de l'anticicló de les Açores, actuen sobre Catalunya anticiclons i borrasques diverses: entre els anticiclons tenim el polar que fa difícil que hi arribin les pertorbacions atlàntiques i l'anticicló tèrmic europeu que es forma a l'hivern i origina temps estable i fred. Per la banda de les borrasques la d'Islàndia genera inestabilitat, la borrasca continental europea fa pujar el punt de saturació cosa que fa difícil la condensació i la pluja quedant aquesta en la pràctica a càrrec de les tempestes convectives, finalment es pot citar la borrasca del golf de Gènova que origina vents humits sobre el mediterrani i a vegades a la tardor està associat a la formació d'una gota freda amb aiguats molt forts.
Les masses d'aire que afecten Catalunya són el resultat dels centres d'acció: Entre les masses d'aire relativament fredes trobem els vents àrtics marítims que produeixen onades de fred i nevades. Els vents àrtics continentals: encara més freds i especialment secs amb origen al nord d'Europa i Sibèria, els vents polars marítims que són freds però humits que poden donar lloc a grans nevades i els vents polars continentals formats per l'anticicló tèrmic europeu freds i també secs.
Les masses d'aire càlid que ens visiten són vents tropicals marítims humits i càlids originats per l'anticicló de les Açores, vents tropicals continentals molt secs i càlids, d'origen nord-africà i vents mediterranis més humits que en el seu origen (que es troba fora de la zona mediterrània) donen lloc a grans precipitacions especialment a la costa i muntanyes litorals i prelitorals.

Símbols dels fronts en un mapa del temps:
1. front fred
2. front càlid
3. front ocluïd
4. front estacionari.

Quan es troben masses d'aire de diferent direcció i temperatura es formen els fronts meteorològics els més importants són:
- Front polar originat per la trobada de masses d'aire polar marítimes i tropicals marítimes
- Front mediterrani: format per la Polar marítima i Mediterrània
- Front mediterrani saharià: format per masses d'aire mediterrànies i tropical continentals
- Front àrtic: formats per la trobada de vents àrtics marítims i tropical marítims
- Front atlàntic mediterrani: de l'encontre de vents tropical marítims i mediterranis.

## Elements del clima

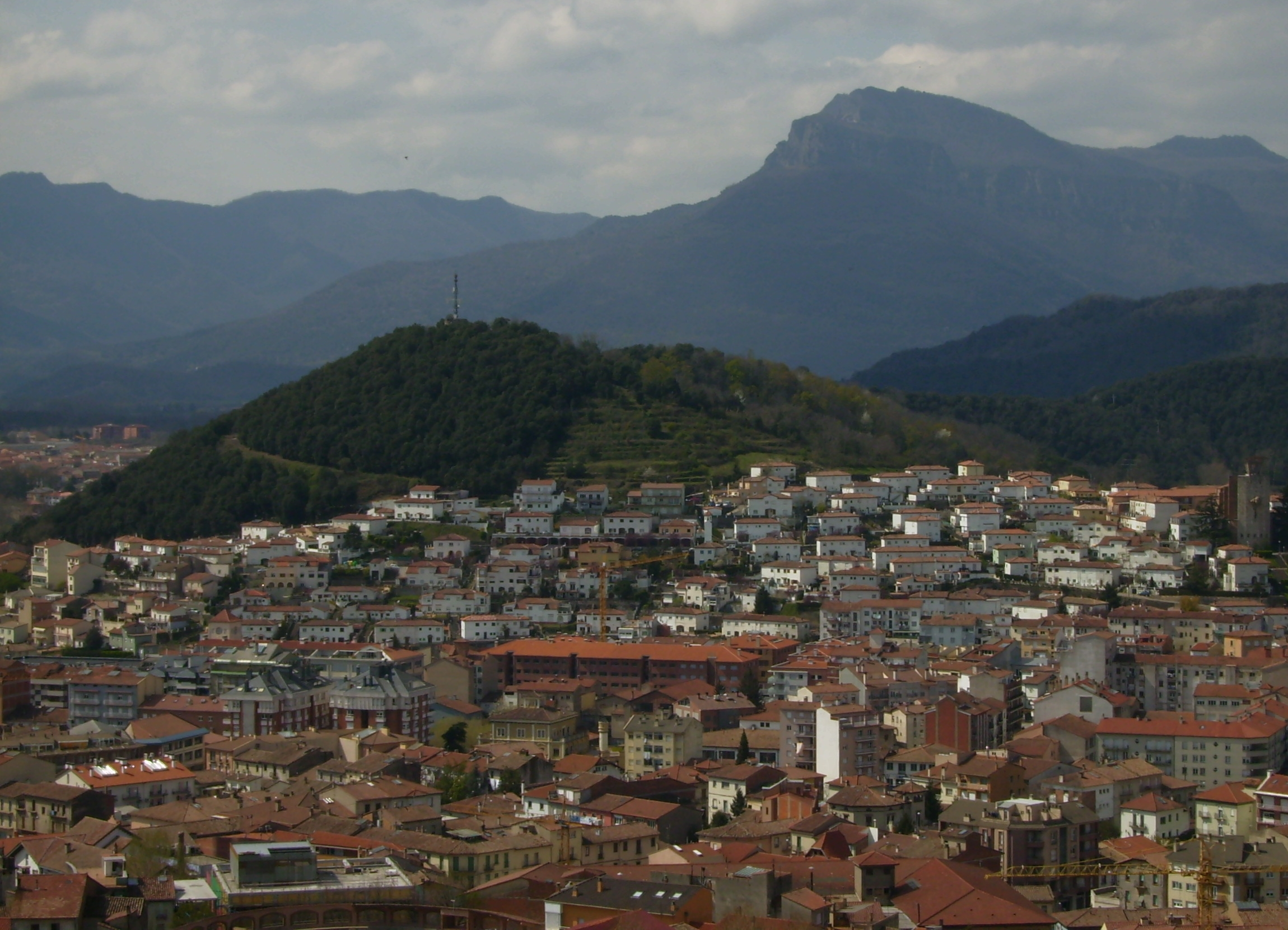
Olot, una de les ciutats de Catalunya on hi plou més

Els elements del clima són aquells fenòmens meteorològics interrelacionats que varien en la seva intensitat d'acord amb la interacció dels factors del clima. Els factors geogràfics són constants en el període considerat, els factors astronòmics són cíclics (previsibles) mentre que els factors meteorològics resulten variables i objecte de tractament estadístic.
Els elements climàtics a qualsevol lloc de la superfície terrestre són: radiació solar, temperatura, humitat, evaporació o evapotranspiració, pressió atmosfèrica, vents i precipitacions.
La radiació solar es mesura en una ubicació en un període determinat i depèn de factors astronòmics (declinació del sol i distància de la Terra al sol, que canvien al llarg de l'any) geogràfics (latitud i altitud de l'estació on es mesura, i l'orografia o relleu, que pot donar lloc a ombres o reflexos) i meteorològics (comportament del temps atmosfèric). La radiació difusa és aquella que no arriba directament del disc solar, és important per tal d'avaluar la radiació incident sobre superfícies inclinades.
A Catalunya la mitjana anual d'irradiació diària mostra una distribució de la radiació al voltant de 14,5 MJ/m² (megajoules). En general la isolínia de 15 MJ/m² divideix les comarques del Pirineu i Prepirineu (amb valors de radiació solars menors) de les comarques més al sud i amb valors de radiació solar més alts. El màxim es troba al Pla d'Urgell i comarques properes amb 16 MJ/m² (l'efecte de les boires hivernals queda compensat amb els alts valors de la resta de l'any) i un altre màxim de 15,5 MJ/m² al litoral. El mínim es troba al Montseny (Turó de l'Home) amb 13 MJ/m². Cal destacar que als Pirineus es troben tant valors alts com baixos depenent de l'orografia (les valls obertes com l'Alta Cerdanya a Odelló presenten valors alts mentre que les valls tancades com Andorra en presenten de baixos. A Catalunya, si es deixen de banda els efectes locals de la topografia, la diferència entre els valors màxims i mínims anuals de radiació és de només de 2 a 2,5 MJ/m², és a dir al voltant d'un 15% entre els valors màxims i mínims. Els mínims diaris es presenten el mes de desembre amb de 4 a 7 MJ/m² i els màxims al Juny amb de 21 a 26,5 MJ/m².

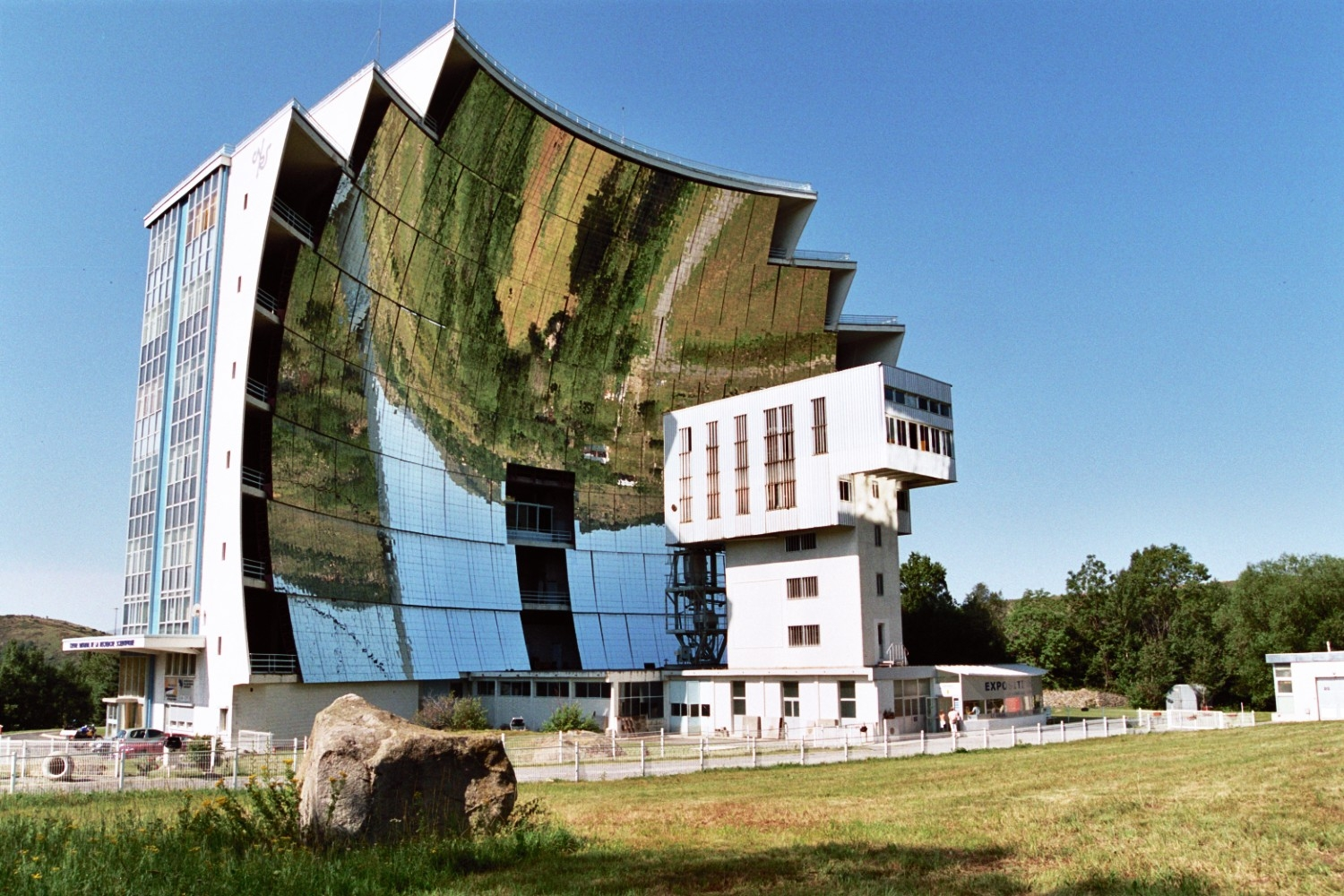
Forn solar d'Odelló, a l'Alta Cerdanya, la zona de més insolació anual de l'Estat francès

La radiació solar està directament relacionada amb les hores d'insolació. Les hores anuals de sol (amb dades de més de cinquanta anys) són: Barcelona 2486, Girona 2102, Lleida 2630, Tortosa 2594 i la Molina 2010.
Repecte la temperatura:, les dades de la temperatura mitjana a Catalunya, en els llocs on es disposa de registres complets, mostren una variació entre un màxim de 17 °C al Delta de l'Ebre (Els Alfacs 17,1 °C) fins a un mínim al Pirineu a Bohí (2540 m d'altitud) de 2,1 °C. Aplicant un descens mitjà de 0,6 °C per cada 100 m que es puja en altitud, s'estima que a partir de 2900 m les temperatures mitjanes anuals han de ser negatives i que la temperatura mitjana anual mínima estigui al voltant de -1,5 °C a la Pica d'Estats (3143 m d'altitud) el cim més alt de Catalunya.
La temperatura mitjana de la primavera (agrupant març, abril i maig) mostra un increment considerable respecte les hivernals. A localitats de la costa com Barcelona la mitjana de la primavera és de 14,7 °C enregistrant un increment respecte a l'hivern de 4,7 °C. A la resta del litoral les temperatures són de l'ordre de les de Barcelona. A una ciutat del prelitoral com Girona, la temperatura mitjana primaveral és de 13,8 °C amb un augment respecte a l'anterior estació de 5,9 °C. En ciutats de l'interior de Catalunya, a baixa altitud, com Lleida i Manresa la mitjana de la primavera és de 14,7 i 12,8 °C respectivament. La pujada de les temperatures respecte a l'hivern és superior a la que es dona al litoral i al prelitoral, amb 8,8 °C d'augment en el cas de Lleida i 8,1 °C a Manresa. A la resta de l'interior de Catalunya hi ha un descens aproximat de 0,6 °C per cada augment de 100 m en altitud. Així La Molina a 1711 m d'altitud registra una primavera amb temperatura mitjana de 4,1 °C que són 9,7 °C menys que a Girona (a 70 m d'altitud). La primavera a Catalunya és una època inestable tant pel que fa a temperatures com a precipitacions condicionada per la retirada de l'anticicló hivernal i la probable entrada d'aire fred del nord.
L'estiu (juny, juliol i agost) és l'estació en la qual les temperatures resulten més homogènies en el territori català L'augment respecte a la primavera és també bastant homogeni, entre 10 i 8 graus, corresponent la xifra menor al litoral i la major a l'interior a baixa altitud. Per sota dels 200 m d'altitud tant a l'interior com a la costa la mitjana dels tres mesos és de 22 a 24 °C. A més altitud el descens de temperatura també segueix la regla de 0,6 °C/100 m altitud (Girona 22,5 °C la Molina 12,9 °C. S'estima que per sobre dels 3100 m la temperatura mitjana de l'estiu quedaria per sota dels 5 °C i, per tant, no hi hauria allà un estiu des del punt de vista de les temperatures.
A la tardor (setembre, octubre i novembre) entre el litoral, el prelitoral i l'interior hi ha un interval de temperatures en general descendent així trobem: Barcelona 17,8 °C, Tortosa 17,9 °C, Girona 16,1 °C, Lleida 15,5 °C i Manresa 14,2 °C. El mar Mediterrani encara acumula molta calor de l'estiu i, per tant, la tardor resulta força temperada a la costa. A l'interior sense la influència marítima tan directa la davallada termomètrica es fa més palesa especialment al mes de novembre que a l'interior ja passa a la categoria tèrmica de subhivernal (temperatura entre 10 i 5 °C). Per sobre dels 500 m setembre ja té una temperatura mitjana inferior a 20 °C. A l'alta muntanya tota la tardor registra una temperatura mitjana subhivernal: La Molina 6,6 °C i Estany Gento (a 2100 m) 4 °C.

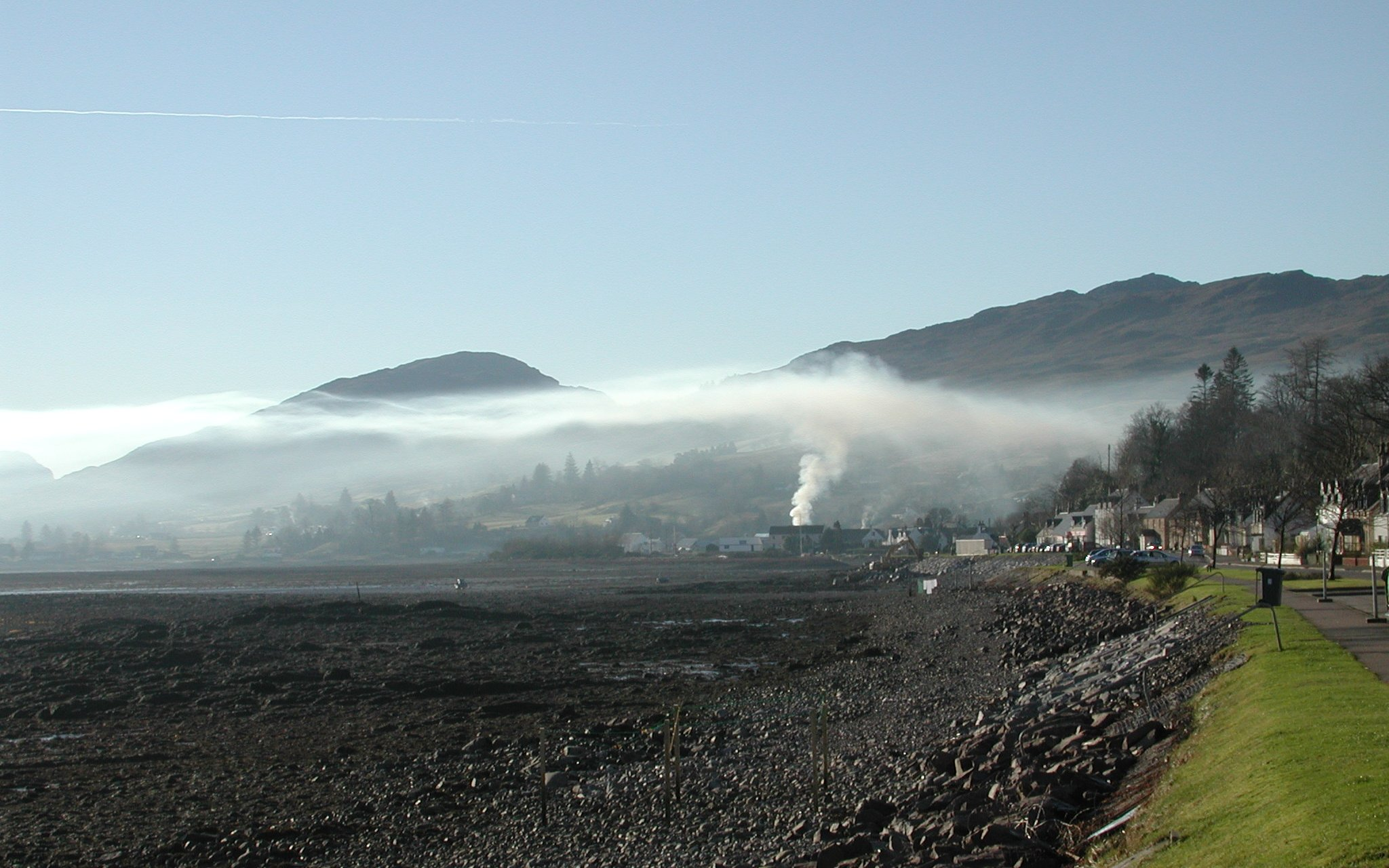
Un exemple d'inversió tèrmica: a un llac on el vapor d'aigua que fumeja del llac queda aturat per una capa d'aire més càlid a una certa alçada.

L'hivern (desembre, gener i febrer) és quan hi ha més diferència entre el litoral i la resta de Catalunya. Les temperatures hivernals prop de la costa estan al voltant dels 10 °C de mitjana i existeix poca diferència entre els tres mesos essent però gener lleugerament més fred. El mar Mediterrani té en aquesta època la seva temperatura mitjana superficial més baixa (al febrer d'uns 14 °C) però la temperatura de l'aigua és més alta que l'atmosfèrica i, per tant, contribueix a evitar que les temperatures al litoral baixin. En el prelitoral la mitjana hivernal és de 7 a 8 °C, la serralada litoral i prelitoral dificulten que penetri terra endins l'efecte suavitzador del mar. Més a l'interior de Catalunya la mitjana d'hivern és entre 4 a 8 °C més baixa que al litoral, a banda del factor de continentalitat hi té gran importància la freqüència elevada de les inversions de temperatura que fa que sovint la temperatura mitjana dels llocs més baixos sigui similar a la dels llocs d'altitud moderada.
La humitat relativa:
La humitat relativa de l'aire té una expressió diferent segons sigui la ubicació de la localitat. En general la humitat relativa és més alta al litoral i va descendint progressivament com més cap a l'interior. A més al litoral la diferència entre la humitat mitjana mensual és molt baixa al llarg de l'any. S'ha de fer l'excepció d'algunes localitats de muntanya on la humitat relativa pot ser més alta que al costat del mar i de l'efecte de la boira en els mesos hivernals a algunes de les localitats de l'interior.
Com a exemple de situació al litoral trobem l'estació meteorològica de l'aeroport de Barcelona al Prat de Llobregat que presenta una humitat relativa mitjana que varia entre un mínim de 69% al juliol i un màxim del 75% a l'octubre. S'aprecia com només hi ha 6 punts percentuals de diferència entre la màxima i la mínima.
Com a representativa de les localitats de l'interior hi ha el cas de Lleida que en línia recta està a uns 70 km de la costa. Mostra una humitat relativa mitjana mínima de 51% el Juliol i una de màxima del 83% al desembre. El màxim de desembre està lligat amb la freqüència de la boira al Segrià. S'observa com en aquest cas els valors extrems superen els de Barcelona i el rang, de 32 punts percentuals, també. Els mesos d'estiu a Lleida la humitat és molt més baixa que al litoral amb uns valors de 54%, 51% i 56% per a juny, juliol i agost respectivament.
L'observatori de Tortosa, que està situat a Roquetes, a uns 20 km de la costa, ja no està tan directament afectat per la presència del mar com en el cas del Prat de Llobregat. Presenta més sequedat ambiental que aquest amb una mitjana mínima de 58% d'humitat relativa al Juliol i una màxima de 68% tant l'octubre com el desembre.
També està situat al prelitoral l'aeroport de Girona a Cassà de la Selva a uns 24 km del mediterrani amb una mitjana mínima d'humitat relativa del 62% al juliol i una màxima mitjana del 78% al novembre (aquí també afecta la boira).

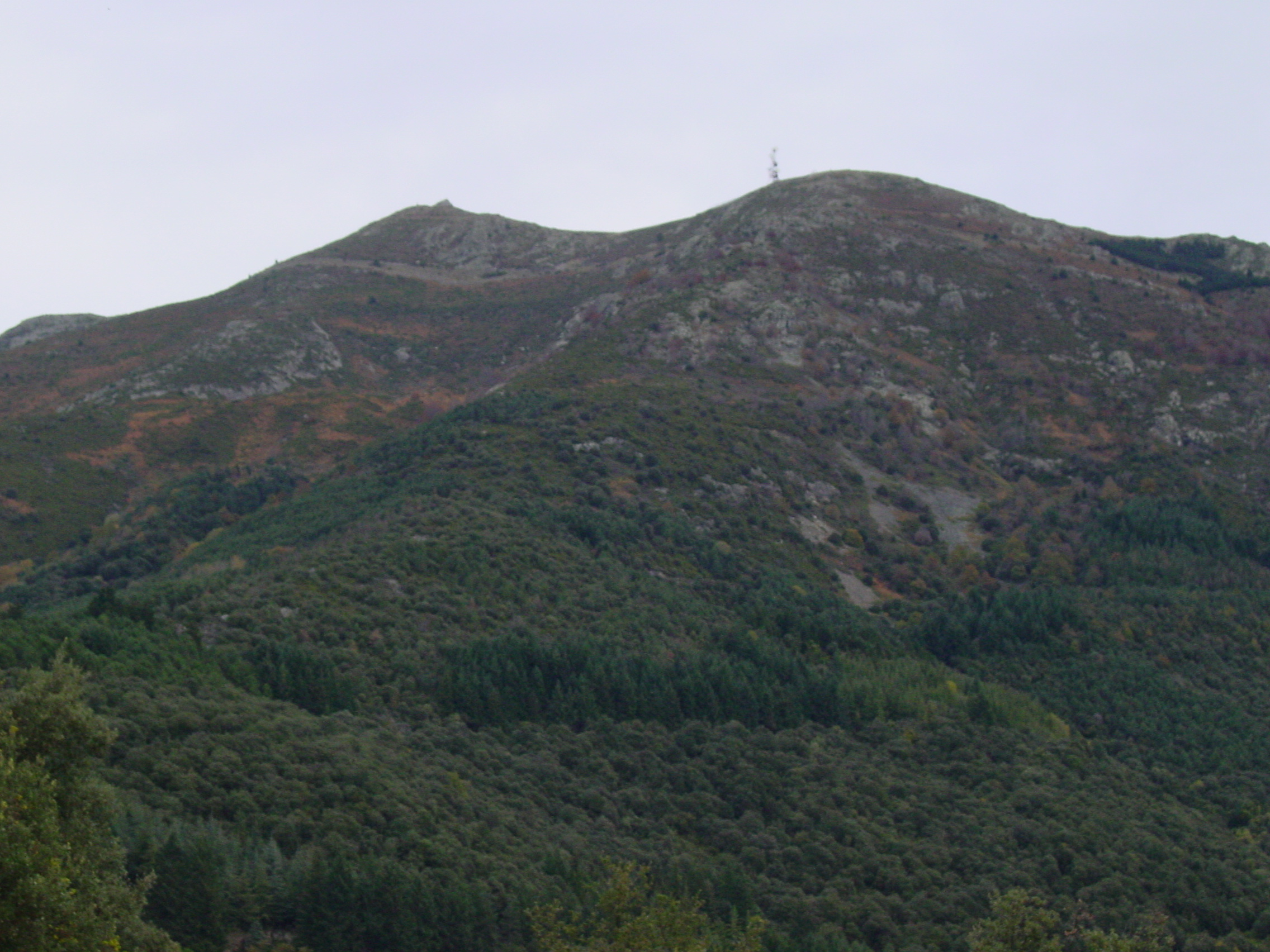
Al Turó de l'Home, al Montseny, hi ha una estació meteorològica en funcionament des de la dècada de 1930

El Turó de l'Home (1706 m) a la mateixa distància al mar que l'aeroport de Girona (24 km) presenta un patró d'humitats relatives molt diferenciat respecte dels altres llocs, ja que es troba a l'alta muntanya. Les humitats relatives mínimes són del 71% al gener i del 72% juliol i la màxima de 82% al maig. La boira hi juga un gran paper però aquí durant tot l'any. L'efecte de la boira, entre altres coses, permet que s'hi desenvolupin, muntanya avall, les fagedes malgrat que la precipitació estival no és gaire alta però fa reduir l'evapotranspiració.
L'evapotranspiració (ETP):
Es tracta de la mesura de la quantitat conjunta evaporada pel sòl i les plantes durant l'any si no hi hagués dèficit hídric en cap moment, és, per tant evapotranspiració potencial o màxima.
El coneixement de les dades d'evapotranspiració és d'utilitat per l'estudi del cicle hidrològic i de les necessitats de reg.
El total anual més alt correspon a Tortosa amb 869 litres anuals amb un mínim evapotranspirat durant el mes de gener de 18 litres i un màxim de 153 litres al mes de juliol. A les localitats del litoral l'evapotranspiració és bastant homogènia i així Palafrugell registra 812 litres, Barcelona 839 Tarragona i Cambrils 808.
El prelitoral registra valors o bé lleugerament inferiors o bé lleugerament superiors als del litoral (Reus 839, Girona 797, Figueres 792).
A l'interior l'evapotranspiració disminueix amb l'alçada i, per tant, amb la corresponent disminució de la temperatura però no ho fa d'una manera estríctament lineal. Lleida (221 m) i Balaguer (233 m) tenen una ETP similar a la del litoral 824 i 816 litres tot i que concretament a Balaguer la ETP de gener només és 7 litres i la de juliol de 157, una de les més altes de tot Catalunya. La Molina (1711 m) i El Turó de l'Home (1706 m) malgrat estar a la mateixa altitud, les evapotranspiracions són diferents (497 i 529 respectivament). Arties (1144 m) a la Vall d'Aran, i Fígols (1154 m) al Berguedà tenen respectivament 601 i 679 litres. Les localitats a alçades al voltant dels 500 m com Cervera, Tremp i Riudabella tenen unes evapotranspiracions entre els 740 i 780 litres. L'estació a més altitud amb dades és el Port de la Bonaigua (2263 m) amb un total anual de 418 litres però amb evapotranspiració nul·la al gener i de 97 litres al juliol.
Pressió atmosfèrica: La pressió atmosfèrica a Catalunya presenta el seu màxim mensual a l'hivern, generalment al mes de desembre o gener, i els valors més baixos a la primavera, sobretot a l'abril, i durant l'estiu. La pressió atmosfèrica mitjana anual al litoral està generalment entre 1011 i 1012 hPa (Hectopascals). Com que la pressió de l'aire disminueix regularment amb l'increment de l'altitud, per sobre dels 1000 m la pressió atmosfèrica mitjana anual resulta inferior a 900 hPa. El comportament estacional general està motivat pel predomini de les baixes pressions relatives existent en les terres interiors de la península Ibèrica, durant l'estiu, les altes temperatures hi escalfen l'aire, i com a conseqüència fan baixar la pressió atmosfèrica (1015-1017 hPa) al mateix temps per la façana cantàbrica s'estén una banda de pressió alta (1020 hPa) relacionada amb l'anticicló de les Açores perllongat cap al nord de la Península. A l'hivern hi ha un predomini d'altes pressions tèrmiques (per les temperatures relativament fredes) en l'interior peninsular mentre al nord-oest de la Península hi ha una àrea ciclònica que hi propicia el pas de fronts i borrasques i, per tant, molta pluja en aquella zona.
Els vents dominants:

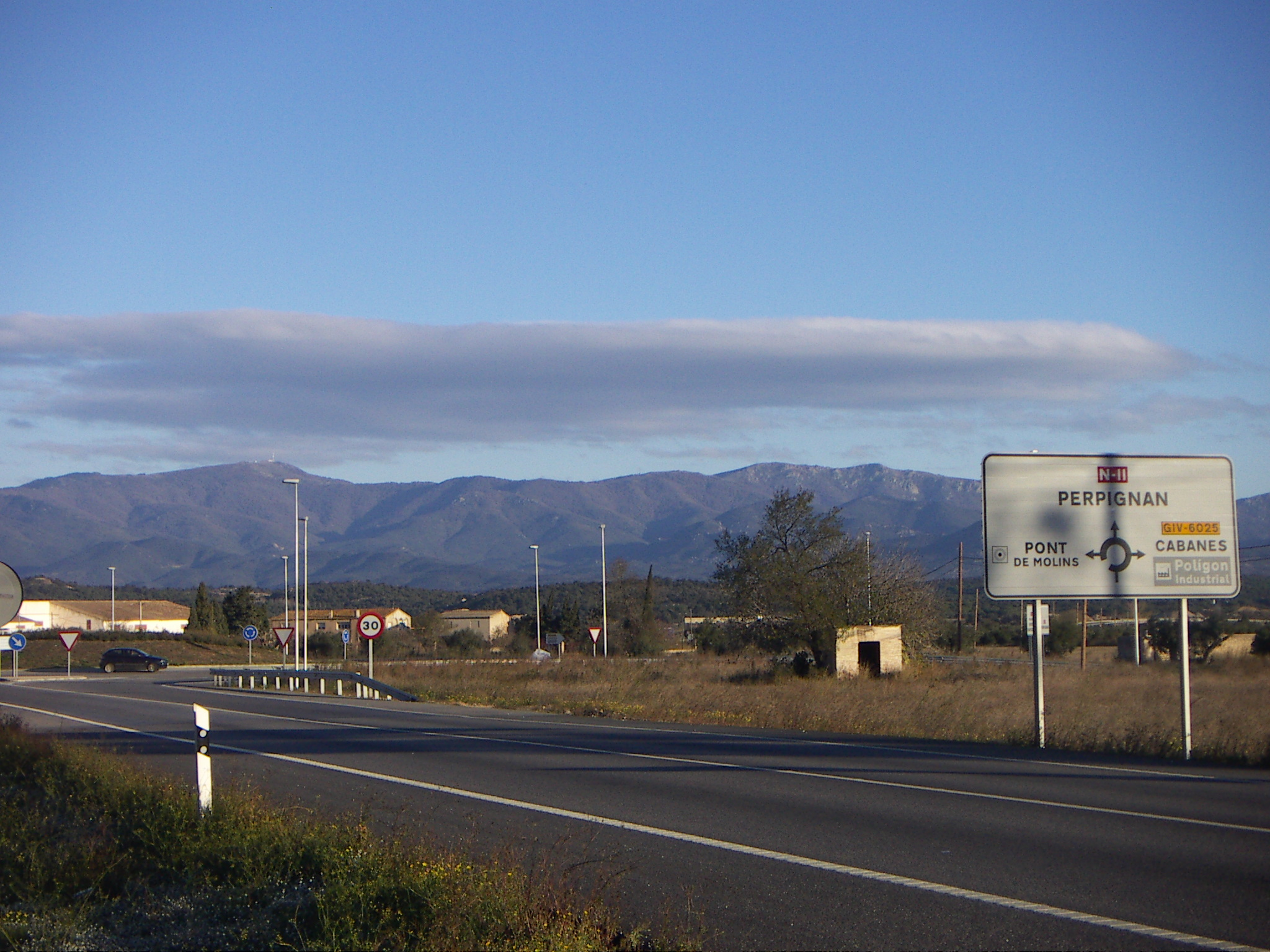
Caractarístic núvol de tramuntana sobre Requesens i el puig Neulós a la serralada de l'Albera.

L'orografia dels voltants de la conca occidental de la Mediterrània (on es troba Catalunya) és complicada i dominada per importants serralades i per això la massa d'aire superficial mediterrània es comporta de forma particular en travessar-les.
El vent dominant a la major part de Catalunya és el de l'Oest, però als extrems nord i sud del Principat hi dominen en canvi els vents de component Nord (com són la Tramuntana i el Mestral) aquests vents bufen amb més intensitat que cap altre vent.
La marinada o brisa marina és freqüent i intensa a l'estiu, quan esdevé el vent dominant al litoral. La marinada és moderada a la primavera i a la tardor, i escassa a l'hivern. Aquesta mena de vent apareix entre les vuit i les nou del matí, creix en intensitat fins a culminar en un màxim a les 13 hores, que avança terra endins, a una velocitat d'uns 12 quilòmetres per hora. La seva penetració és d'una cinquantena de quilòmetres.
D'altra banda algunes terres interiors de Catalunya (el mínim de vent és cap al Pla d'Urgell) se situen entre les menys ventoses de la península Ibèrica amb recorreguts mitjans del vent inferiors a 2 m/s. Aquesta zona està molt arrecerada en estar al fons de la Depressió Central de Catalunya. A les terres moderadament altes que envolten aquesta zona enclotada, la intensitat del vent acostuma a doblar-se i també hi dominen els vents de ponent.
Al Pirineu els vents dominants en cada localitat són diversos: a Ulldeter hi domina el vent Nord, a Boí el Nord-oest, a la Bonaigua el Sud-oest, a Certascan l'Oest i a Das l'Est.
Precipitacions:

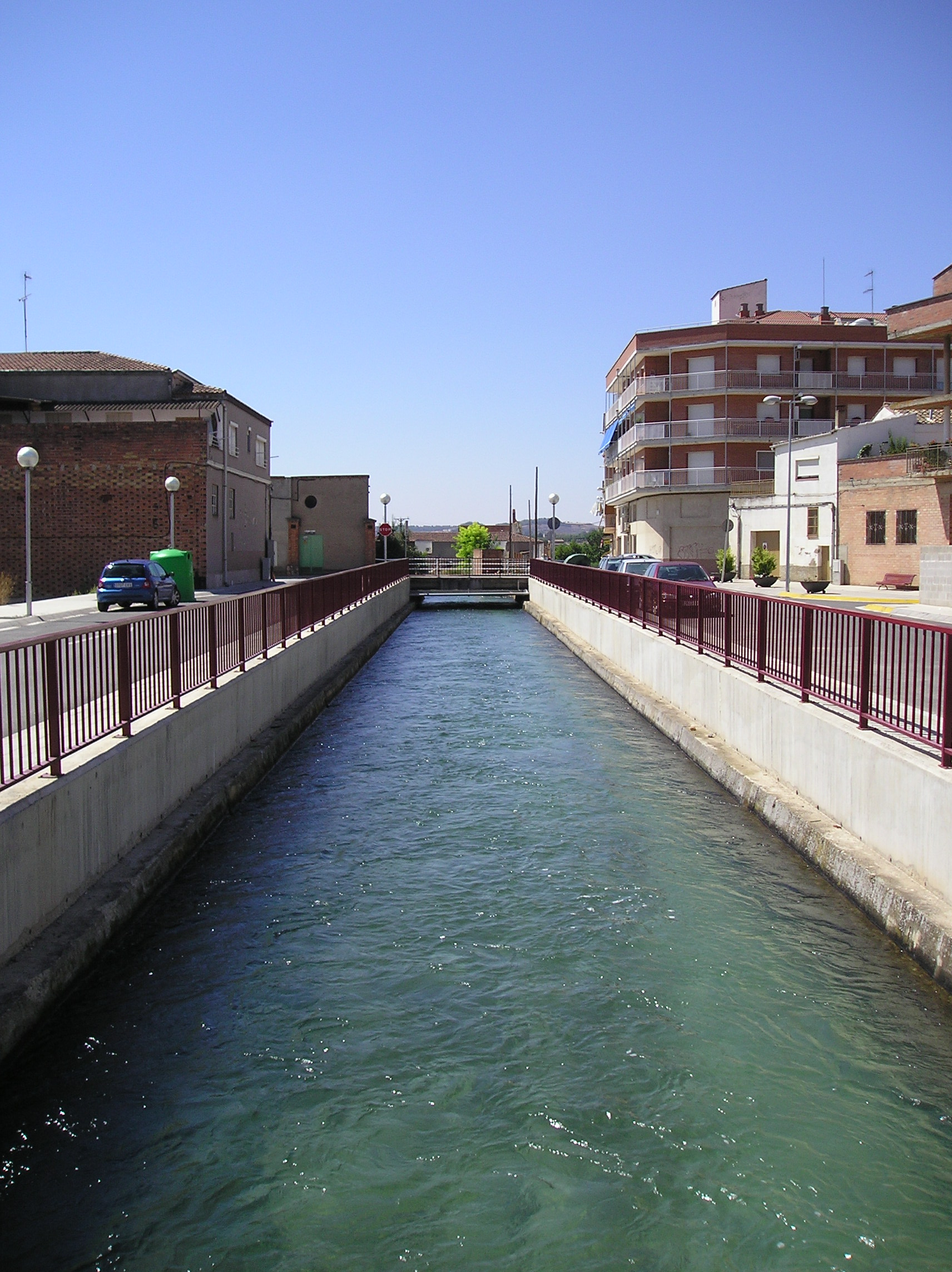
El canal de Pinyana al seu pas per Alfarràs, al Segrià, rega la que, d'altra banda, és la zona més seca de Catalunya

La pluviometria de Catalunya oscil·la entre un mínim d'entre 350 i 400 litres al sector occidental de la Depressió Central (al voltant del Pla de Lleida) i a les Terres de l'Ebre (com per exemple Delta de l'Ebre) i un màxim de 1500 litres en sectors molt reduïts al voltant dels Pirineus Occidentals (com pera exemple a l'estació meteorologica d'Espot a la cota 2500). S'acostuma a prendre la isohieta dels 700 litres de pluja per distingir entre una Catalunya seca i una altra d'humida, però en aquest segon cas s'haurà de tenir en compte que, en quasi tota la zona considerada humida, la precipitació estival no cobreix ni de bon tros l'evapotranspiració d'aquesta estació.
Els sectors per sobre dels 700 litres estan concentrats principalment als Pirineus, Prepirineus, comarques de l'interior de la província de Girona i les comarques del nord de les províncies de Lleida i de Barcelona. Els sectors aïllats de les serralades de Prades i els Ports de Beseit constitueixen els únics enclavaments humits a la part sud de Catalunya.
Aproximadament un terç de Catalunya se situaria en la zona amb precipitacions més grans de 700 litres mentre que un 8% del territori quedaria en la zona més àrida, inferiors als 400 litres, quantitat que no cobreix ni el 50% de l'evapotranspiració potencial. En les valls pirenenques per l'efecte de l'ombra pluviomètrica que fan les altes muntanyes que envolten les valls, la pluviometria davalla acusadament al fons de les valls.
La irregularitat pluviomètrica mitjana anual a Catalunya se situa en un 25%, xifra (més alta que la de l'Europa atlàntica) que està entre les irregularitats que es donen al nord peninsular (15%) i les del sud peninsular (35%).
A Catalunya es troben diversos règims pluviomètrics: La Vall d'Aran el té equilibrat (no hi ha predominança estacional) i és l'unic cas de règim equilibrat en tot Espanya. A gran part del Pirineu català el règim és d'Estiu-Tardor-Primavera-Hivern (l'estiu és doncs l'estació més plujosa i l'hivern la que ho és menys, contrariant el típic règim mediterrani). En gran part del territori els règims són amb un màxim de pluja a la tardor (litoral i prelitoral) un màxim de pluja a la primavera (a Ponent) o dos màxims més o menys equilibrats a la Primavera i la Tardor (algunes zones de l'interior de Catalunya). L'escassedat de pluges a l'hivern és un tret compartit a gran part de la península Ibèrica.

## Classificació
A grans trets, el clima de Catalunya es pot dividir en cinc grups: clima mediterrani de costa, clima mediterrani d'interior, clima mediterrani de muntanya, zona de transició entre clima mediterrani i clima atlàntic i clima atlàntic de muntanya.
D'acord amb les condicions climàtiques que afecten la vida s'estableixen a Catalunya diversos tipus de bioclimes.

### Clima mediterrani de costa

Mediterrani Litoral
Mediterrani Prelitoral
Mediterrani Continental
Mediterrani Prepirinenc
Mediterrani Pirinenc
Mediterrani Oceànic

Abasta la zona litoral i part de la prelitoral de Catalunya, la cadena muntanyosa litoral i prelitoral impedeix que en gran part del territori aquest tipus de clima avanci cap a l'interior. La principal característica del clima mediterrani de costa és la suavitat de l'hivern, ja que d'una banda molt poques vegades hi glaça, passen diversos anys sense que el termòmetre baixi dels zero graus, i de l'altra les temperatures mitjanes dels mesos més freds de l'any (desembre, gener i febrer) es troben entre els 9 (al nord de la costa) i 12 °C (al Delta de l'Ebre). A l'estiu les temperatures mitjanes se situen entre els 24 i 25 °C amb forta humitat ambiental (xafogor) però amb marinada que fa que la mitjana de les temperatures màximes no arribi als 30 °C. Les precipitacions mitjanes anuals a la zona litoral estan entre els 700 (Baix Empordà) i els 480 (Tarragona). El màxim de pluges és a la tardor amb perill d'aiguats forts. La irregularitat de les pluges és la típica del clima mediterrani.

### Clima mediterrani d'interior
Cobreix tota la zona de la Depressió Central Catalana, el Priorat, la Plana de Vic, i l'interior de les Terres de l'Ebre que no toquen als Ports de Tortosa-Beseit, sobretot Ribera d'Ebre. La Conca de Barberà i l'Alt Camp també entrarien en aquesta zona. La variació de les temperatures al llarg de l'any és més gran que a la costa, a l'hivern les mínimes són a la Plana de Vic causades per una inversió tèrmica acusada que més moderadament afecta tot aquest territori. L'estiu és calorós amb màximes més altes que a la costa però les mínimes són 7 o 8 graus més baixes i amb humitat relativa i, per tant, xafogor més baixa. En les zones més a l'interior (del Segrià a la Segarra) hi plou menys que a la costa, en canvi a la Plana de Vic hi plou més i al Bages de forma similar. No arriba amb gaire intensitat la pluja a la tardor a les terres de ponent.

### Zona de transició entre clima mediterrani i clima atlàntic
Correspon a la part de la comarca de l'Alta Ribagorça que no pertany al Parc d'Aigüestortes i Estany de Sant Maurici (més o menys), la zona del Pallars Sobirà que tampoc hi pertany i la zona al voltant de la Pobla de Segur al Pallars Jussà, és a dir, des de Talarn fins a Senterada. En ser de transició, té característiques dels dos climes: hi plou més que el mediterrani normal, però també hi ha períodes secs i d'altres més humits.

### Clima atlàntic de muntanya
Abasta només una petita part del Principat, les situades al vessant nord dels Pirineus i algunes zones molt properes hi penetren els fronts atlàntics més humits. Concretament és a la Vall d'Aran, la zona del Parc Nacional d'Aigüestortes i Estany de Sant Maurici (al Pallars Sobirà, l'est de l'Alta Ribagorça i nord del Pallars Jussà), i la Vall Fosca al nord del Pallars Jussà. Allà les pluges són regulars durant tot l'any i les temperatures mitjanes de l'estiu per sota dels 20 °C. No hi ha períodes de sequera i a totes les estacions hi plou de manera bastant uniforme.

## Tipus de clima a Catalunya, classificació de Köppen
La disposició geogràfica de Catalunya i el seu relleu fan que el territori tingui una gran diversitat climàtica. Hi ha set tipus de clima d'acord amb la classificació de Köppen, basada en la temperatura i la precipitació.
- Clima semiàrid (BSk) a les zones baixes de la depressió central de l'Ebre.
- Clima temperat amb estiu sec i calorós (Csa) a gran part del litoral i el prelitoral i al sud del Montsec.
- Clima temperat amb estiu sec i temperat (Csb) a les zones altes de la serralada Prelitoral sud (Serra de Miralles, Prades, Montsant i Ports e Tortosa-Beseit).
- Clima temperat sense estació seca i estiu calorós (Cfa) en cotes baixes del terç nord del territori.
- Clima temperat sense estació seca i estiu temperat (Cfb) a les cotes mitjanes dels Pirineus i el Prepirineu, serralada Transversal i massís del Montseny.
- Clima fred sense estació seca i estiu temperat (Dfb) i fred sense estació seca i estiu fresc en àrees d'alta muntanya dels Pirineus.
- Clima de tundra (ET) a les cotes més altes dels Pirineus.[21]

## Bioclimes
Dels 12 grans bioclimes que es reconeixen a tot el món, a Catalunya n'hi ha 3 (4 als Països Catalans) que són:
- Bioclima axèric fred: Sense cap mes de secada però amb l'hivern amb algun mes de temperatura glacial (amb la mitjana mensual per sota de zero graus) És el clima de l'alta muntanya dels Pirineus
  - Climes alpins: En l'alta muntanya aranesa sempre perhumit (molt humit) i per sobre del nivell on encara es fan els arbres. Es fan els prats alpins típics.
  - Climes subalpins: Tot l'any és perhumit o simplement humit, continua havent algun mes amb temperatura mitjana glacial. Les estacions meteorològiques de la Bonaigua, la Molina i Turó de l'Home són subtipus d'aquest bioclima.

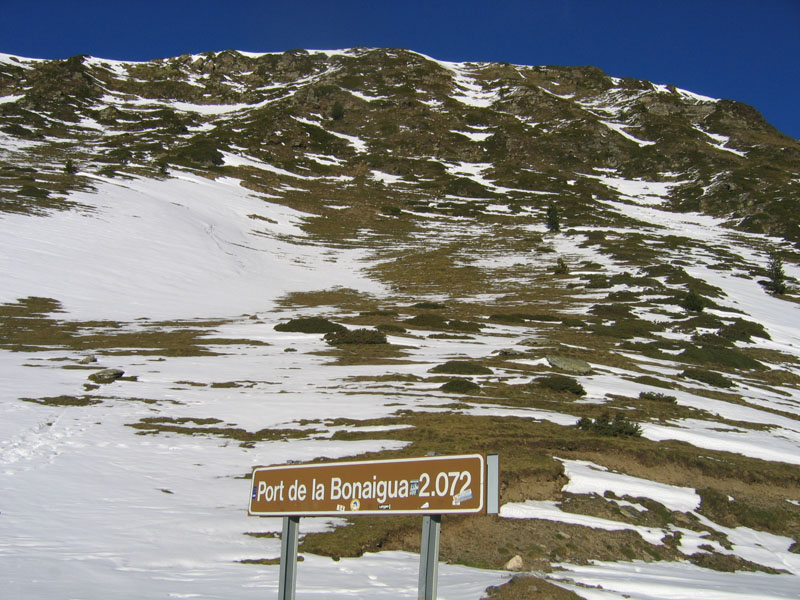
Port de la Bonaigua (2.076 m), exemple de bioclima axèric fred, clima subalpí

- Bioclima axeromèric (medioeuropeu): Com passa en els climes de l'Europa occidental central, no hi ha cap més glacial ni tampoc mesos àrids)[24] però n'hi pot haver de semiàrids.[25] A catalunya aquest tipus de bioclima ocupa molta més extensió de tendència atlàntica que l'anterior.
  - Climes de tendència freda i humida: Per sobre dels 1000 metres d'altitud encara sense cap més subàrid correspon a les estacions meteorològiques d'Engolasters i Cabdella en els llocs més humits encara s'hi fa la fageda.
  - Climes de tendència atlàntica: De temperatures més temperades i altitud més baixa és el clima de Viella, Lés i Olot (cadascuna d'aquestes estacions és un subtipus).
  - Climes submediterranis: Es caracteritzen per la presència d'un període hivernal (temperatures mitjanes mensual per sobre de 0 °C i per sota dels 5 °C) i l'existència d'un període subhumit o subàrid en els mesos d'estiu, en anys poc plujosos l'ambient estival ja resulta típicament mediterrani. Correspon al subtiupus de les estacions de Puigcerdà, la Seu d'Urgell, Esterri d'Àneu, Solsona i Torelló (Osona), Vic (aquest més de tendència continental i amb la presència d'un mes àrid) i Talarn (Conca de Tremp).
- Bioclima xerotèric (mediterrani). Caracteritzat per la presència d'un període àrid estival que va des d'1 a 8 mesos.
  - Climes mediterranis subhumits: com el de la ciutat de Girona amb un hivern moderat (3 mesos amb les mitjanes mensuals entre 5 i 10 °C) i un estiu (temperatures mitjanes mensuals per sobre de 20 °C) que dura de 3 a 4 mesos. El juliol hi cauen encara uns 40 litres però hi ha anys de forta secada estival que actuen com a factor limitant per la vegetació exigent en humitat.
  - Climes de baixa muntanya marítima: Les temperatures baixen amb l'altitud però s'hi manté l'eixut estival: En són exemples Prada de Conflent, Montserrat (740 m), Tivissa i Gandesa.
  - Climes mediterranis marítims subhumits i subàrids de terra baixa: Des de la plana del Rosselló fins al sud del litoral i prelitoral de Catalunya (i més enllà fins a l'Alacantí). En general (no sempre) disminueixen les precipitacions com més cap al sud i en canvi les temperatures (sobretot les hivernals) al litoral augmenten i així es poden distingir entre els subtipus de Sabadell, Barcelona, Perpinyà, Tarragona, Tortosa. Santuari de la Salut de Viladordis a Manresa un exemple de bioclima xerotèric, clima mediterrani de tendència continental

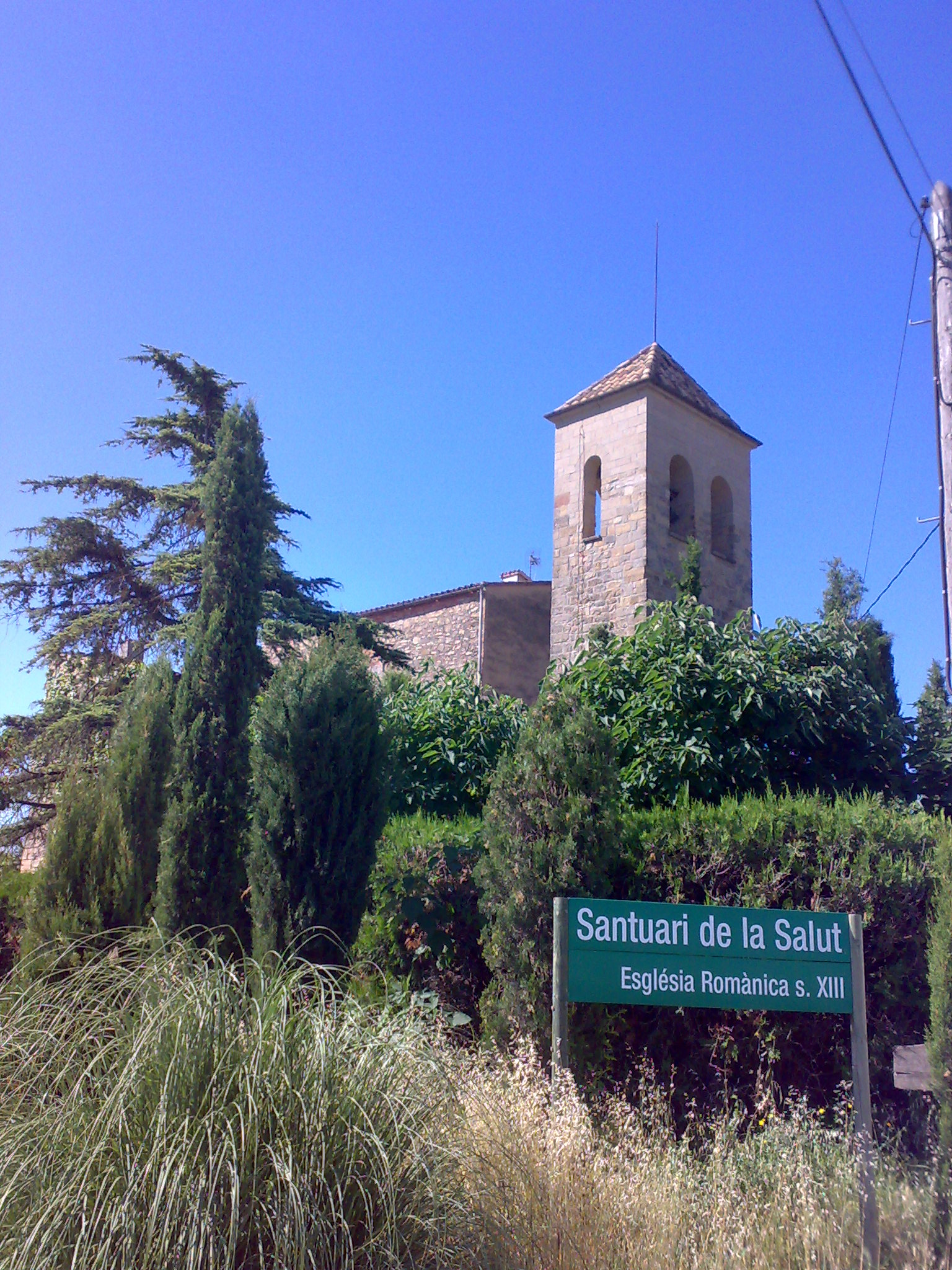
Santuari de la Salut de Viladordis a Manresa un exemple de bioclima xerotèric, clima mediterrani de tendència continental

  - Clima mediterrani de tendència continental de baixa altitud: L'aridesa augmenta cap al centre de la conca de l'Ebre; correspon a la Catalunya interior amb disminució progressiva de la influència del mar com més cap a l'oest. Correspon als tipus de Manresa, Balaguer, Cervera, Tàrrega, Lleida i Flix.

## Els fenòmens extrems

### Inundacions
A Catalunya les precipitacions torrencials són el risc meteorològic de més gran impacte socioeconòmic i humà, però la freqüència hi és menor que al País Valencià i a Múrcia. Les inundacions del Vallès de setembre de 1962 van ser la més gran catàstrofe meteorològica del segle XX a Espanya. Altres inundacions notables del segle xx a Catalunya, totes elles amb víctimes mortals, van ser les d'octubre de 1970, setembre de 1971, octubre de 1977, febrer de 1982, novembre de 1982, novembre de 1983, octubre de 1987, novembre de 1988 i octubre de 1994. Durant el segle XXI, les inundacions més notables s'han produït a juny de 2000, entre 31 de juliol-1 d’agost del 2002, novembre de 2014, octubre de 2016, octubre de 2019, gener de 2020, a causa del temporal Gloria, setembre de 2021 i setembre de 2022, amb una major freqüència que durant el segle anterior.
Malgrat que, per la gran variabilitat geogràfica i climàtica de Catalunya, resulta difícil generalitzar sí que es pot dir que les zones on els aiguats acostumen a ser més forts són les del litoral, prelitoral i el Pirineu. En les dues primeres localitzacions el fenomen de la pluja torrencial s'explica per la proximitat a la gran extensió d'aigua mediterrània que a la tardor, a més, és una font d'energia, ja que les aigües del Mediterrani presenten en aquesta estació unes temperatures relativament elevades. Al Pirineu hi acostuma a haver màxims anuals de precipitació a l'estiu; el relleu i la continentalitat expliquen aquí les altes precipitacions puntuals.
En general a Catalunya la tardor és l'època preferent d'inundacions i quan es produeixen prop del 70% de les precipitacions torrencials de l'any i al contrari és a la primavera quan n'hi ha menys. D'altra banda la previsió meteorològica d'aquests fenòmens resulta difícil, ja que l'àrea de la mediterrània és en certa manera una transició entre la zona temperada i la tropical, cosa que afegeix complexitat als mecanismes atmosfèrics. La gran massa d'aigua mediterrània, en el cas de Catalunya, queda a l'Est, això fa que les pertorbacions atlàntiques primer quedin modificades pel pas per la península Ibèrica i quan arriben a la zona litoral puguin passar dues coses contràries: o bé pateixen una atenuació definitiva o al contrari es reactiven. També influeix en la dificultat de previsió l'orografia complicada de Catalunya i el comportament irregular de les depressions situades dins del mar Mediterrani.
Les conseqüències de les inundacions poden ser, directament, danys a infraestructures, transport d’objectes (com ara cotxes, roques o vegetació) i la pèrdua de vides humanes. Indirectament, poden causar impactes econòmics deguts a costos de reconstrucció i compensacions econòmiques, cost de les obres de mitigació o escassetat d’aliments per la destrucció de cultius a més de danys psicològics, humitats cròniques i pèrdua del valor econòmic d’infraestructures. Un cas és el de temporal Glòria, el qual va comportar uns costos econòmics per tot el territori, per exemple els 23,6 milions d’euros a la ciutat de Barcelona, els 11.494.103 € al Delta de l’Ebre (Ajuntament de Deltebre) i els 13.513.782 € al Delta del Llobregat (Consell Comarcal del Baix Llobregat).

### Secada

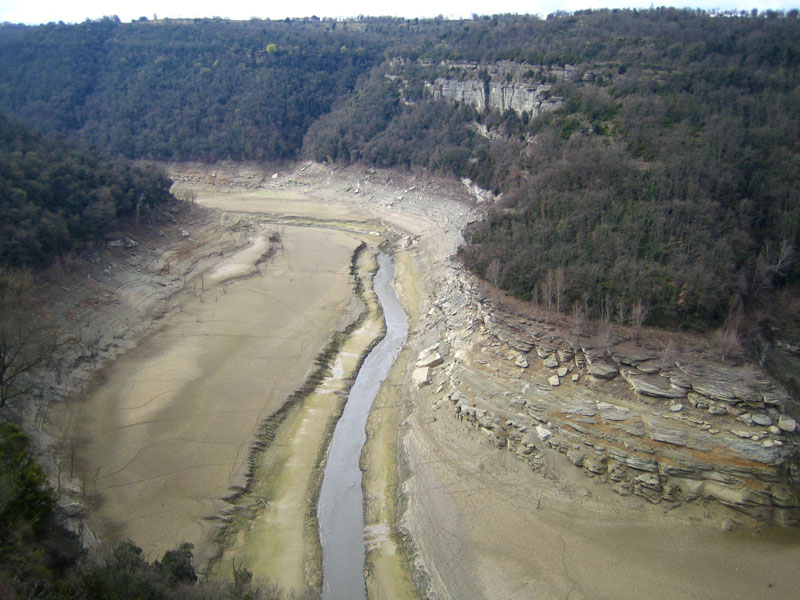
Estat de l'embassament de Sau, a Osona, al març del 2008

La secada (sequera) es pot definir com un episodi de reducció significativa de les precipitacions. Es tracta d'un fenomen natural però que no presenta un interval fix d'aparició. És el risc natural més difícil d'analitzar per la diversitat de causes i conseqüències territorials i econòmiques que hi estan associades.
A Catalunya els episodis de secada i la seva freqüència té una causa geogràfica determinant: la península Ibèrica es troba en posició meridional de la zona de circulació general de l'oest de latituds mitjanes. En les latituds en què es troba la península hi ha la influència de les circulacions atmosfèriques originades en els subtròpics, que en determinats anys impedeixen l'acció de les borrasques atlàntiques (que porten gran quantitat de la pluja anual). Amb les condicions descrites s'hi mantenen condicions anticiclòniques, d'estabilitat, amb un descens significatiu de les pluges. En el cas de gran part de Catalunya, especialment litoral i prelitoral, cal tenir en compte la gran importància de la pluja de tardor sobre el total pluviomètric anual, per això i per la seva posició al nord peninsular, a secada a Catalunya pot coincidir en el temps, o no, amb la de la resta de la península Ibèrica. Fins i tot dins Catalunya la secada pot afectar una part i no una altra, ja que hi estan representats tres influències pluviomètriques: atlàntica, interior i la mediterrània.
El percentatge màxim de reducció de precipitacions per la secada a Catalunya és variable: menor del 30% en la zona nord més pròxima al Pirineu, del 30 al 40% entre el Pirineu i nord del Llobregat i del 40 al 50% al sud del Llobregat.
En relació amb l'anterior, als observatoris Fabra (Barcelona) i Roquetes (Tortosa) que tenen unes mitjanes pluviomètriques similars, les mínimes precipitacions del segle xx van ser, respectivament de 398,6 (1904) i 250,9 (1978).
Durant el segle XXI, es van produir sequeres importants entre l’abril de 2007 i maig de 2008, entre els anys 2012 i 2013, l’estiu de 2019 i l’estiu de 2022.
Les sequeres poden tenir conseqüències directes com la deshidratació del terreny, la baixada del nivell freàtic, l’esgotament d'aqüífers, agreujament de problemes de contaminació (per l’augment de la concentració de contaminants als rius els quals portaran menys aigua o per intrusió salina en aqüífers), l’augment d’erosió o la pèrdua de fertilitat dels sòls. Indirectament poden causar el col·lapse d’ecosistemes, una falta de subministrament d’aigua per a la població, pèrdua de fonts d’aliment, efectes adversos sobre la salut humana o conflictes per als recursos hídrics. Alguns exemples locals al nostre territori són els intents de transvasament de l’Ebre que ha portat a diversos conflictes i a la creació de la Plataforma en Defensa de l'Ebre o bé els conflictes pel transvasament del riu Siurana per a abastir la Comunitat de Regants de Riudecanyes.
El Ministerio para la Transición Ecológica y el Reto Demográfico diferencia entre quatre tipus de sequera: Sequera meteorològica (escassetat continuada de precipitacions), sequera hidrològica (relacionada amb períodes de cabals que circulen pels cursos d’aigua o de volums embassats insuficients), sequera agrícola o hidroedàfica (referent a baixa humitat a la zona radicular com per a satisfer les necessitats del cultiu en un lloc i època determinada) i sequera socioeconòómica (referent a una afectació de l’escassetat d’aigua a les persones i a l’activitat econòmica com a conseqüència de la sequera).

### Les fredorades
Es pot definir la fredorada com un període més o menys llarg de temperatures per sota de la mitjana climatològica, en un sentit més ampli pot designar una baixada extrema puntual de la temperatura.
Les glaçades habituals que afecten l'agricultura no es poden classificar com fredorada tot i que quan es produeixen fora dels períodes normals provoquen estralls econòmics especialment les de la primavera avançada.
A Catalunya s'ha enregistrat la temperatura més baixa de la península Ibèrica, concretament -32 °C a Estany Gento (a 2120 m d'altitud) el dia 2 de febrer de 1956. Es calcula però que als cims de les muntanyes més altes dels Pirineus (a Aragó) la temperatura arribaria a -40 °C però en no haver-hi estacions meteorològiques no n'hi ha constància documental.
La inversió tèrmica en llocs com la Plana de Vic o la Baixa Cerdanya fa que temperatures per sota dels -20 °C siguin més freqüents a les planes i valls que a les altes muntanyes que les envolten. En altres comarques constituïdes per valls o planes envoltades d'altiplans o muntanyes (Valls dels Pirineus, Bages, Conca de Barberà, etc.) les temperatures mínimes absolutes dels llocs més baixos acostumen a ser inferiors o iguals a la dels llocs elevats. En el cas d'Osona expliquen que a la comarca es trobi la roureda, de fulla caduca i més resistent al fred, a menor altitud que els alzinars de fullatge persistent. S'estima que, a escala mundial, la temperatura que marca la prevalença entre vegetació caducifolia i persistent (roures i alzines són del mateix gènere) és de -15 °C cosa que concorda amb la situació descrita.
Les fredorades no són un fenomen exclusiu de Catalunya sinó que les que es produeixen afecten una àmplia zona d'Europa. Pel fet d'estar Catalunya al nord-est de la península la intensitat del fred acostuma a ser superior que a la resta dels Països Catalans. Una fredorada de la darrera dècada del segle xix va acabar amb el conreu comercial dels cítrics que es feia al Maresme i un cop morts els arbres (amb temperatures inferiors a -7 °C) ja no es va reprendre.
Les fredorades són un fenomen motivat per una situació de bloqueig meteorològic que s'ha anat repetint sense un cicle previsible. La fredorada de 1956 va ser la de més greus conseqüències tant per la seva intensitat, per haver-se produït amb una vegetació relativament avançada, com per la seva durada.

### Onades de calor

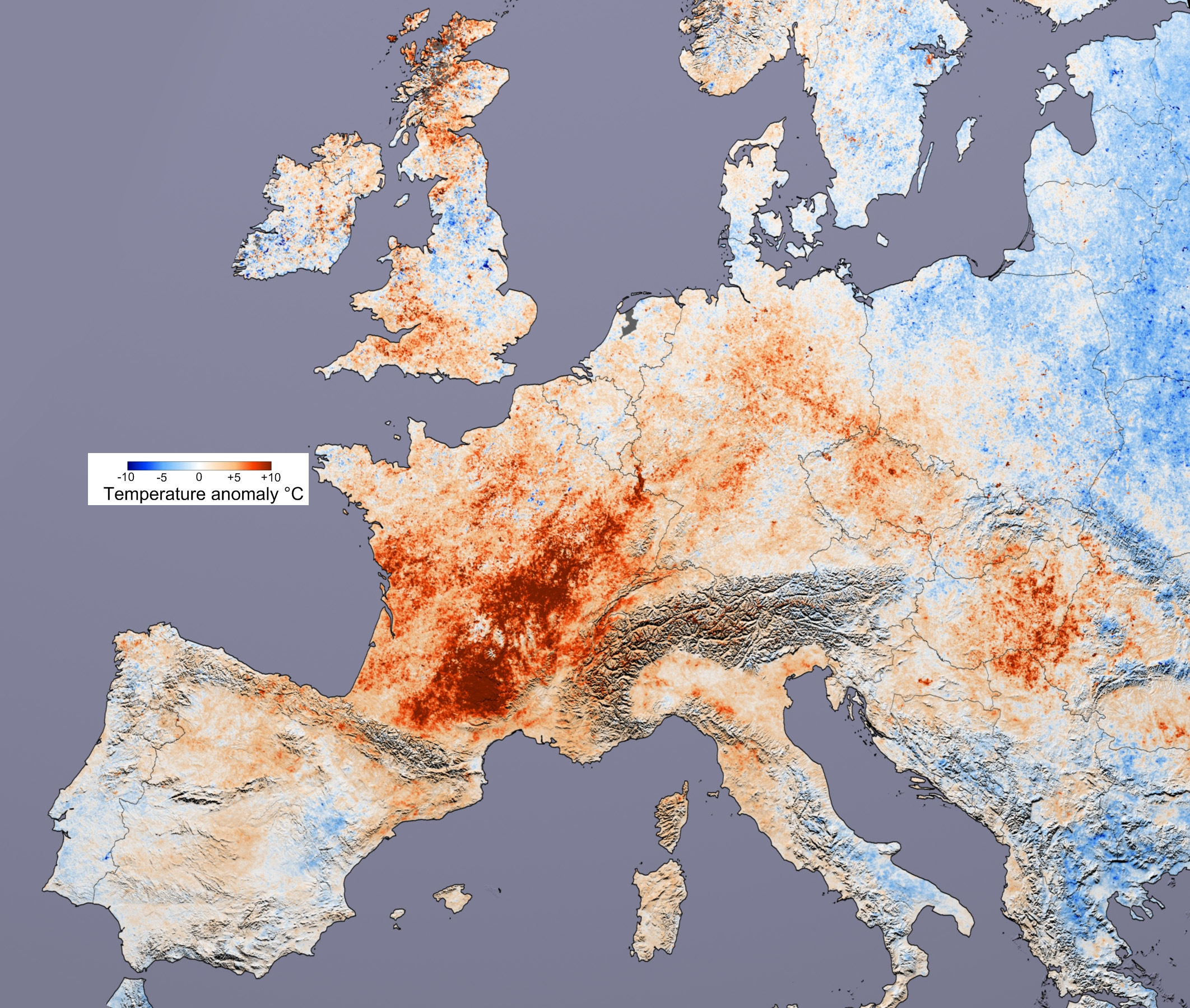
Diferència de temperatures respecte al normal durant l'onada de calor europea de 2003 la qual afectà també a Catalunya

Una onada de calor és un terme popular, no gaire definitori, per a referir-se a un període amb temperatures inusualment altes. Es considera que les temperatures per sobre dels 37 °C (aproximadament temperatura del cos humà) es produeix una reacció fisiològica de defensa amb risc per la salut.
Les situacions meteorològiques que donen lloc a tongades d'altes temperatures afecten territoris més extensos que el de només Catalunya i abasten de centenar a milers de quilòmetres.
Dins la península Ibèrica Catalunya es troba entre els territoris relativament poc afectats per aquest tipus de fenòmens tot i això l'interior de Catalunya s'arriba puntualment a superar el llindar dels 40 °C però mai s'han enregistrat valors per sobre de 45 °C com ocorre amb certa freqüència a Andalusia. En les onades de calor esmentades per Rodriguez Picó es registren temperatures màximes a algunes localitats d'Andalusia d'entre 45 i 50 °C en canvi la màxima a Catalunya va ser de 43 °C 
L'estiu de 2003 l'onada de calor va afectar gran part d'Europa i va ser provocada per un anticicló bloquejat durant molts dies al Canal de la Mànega. Produí milers de víctimes especialment entre els ancians. A Catalunya va ser un període d'uns tres mesos que es va caracteritzar per les temperatures mitjanes continuadament dos o tres graus Celsius més altes que les habituals. Les màximes absolutes van igualar o superar lleugerament les temperatures rècords amb registres fiables. Així a Barcelona la màxima absoluta era de 36 °C (que s'ha repetit en diversos anys). En l'onada de calor de 2003 a Barcelona es va arribar a 37,3 °C. Girona assolia una màxima absoluta de 41,2 °C. Com a mostra d'una major afectació al centre i nord d'Europa, l'aeroport de Heathrow de Londres, amb 37,9 °C va superar en temperatura a Barcelona i la localitat suïssa de Grono amb 41,5 °C va fer el mateix amb Girona.

### Ventades

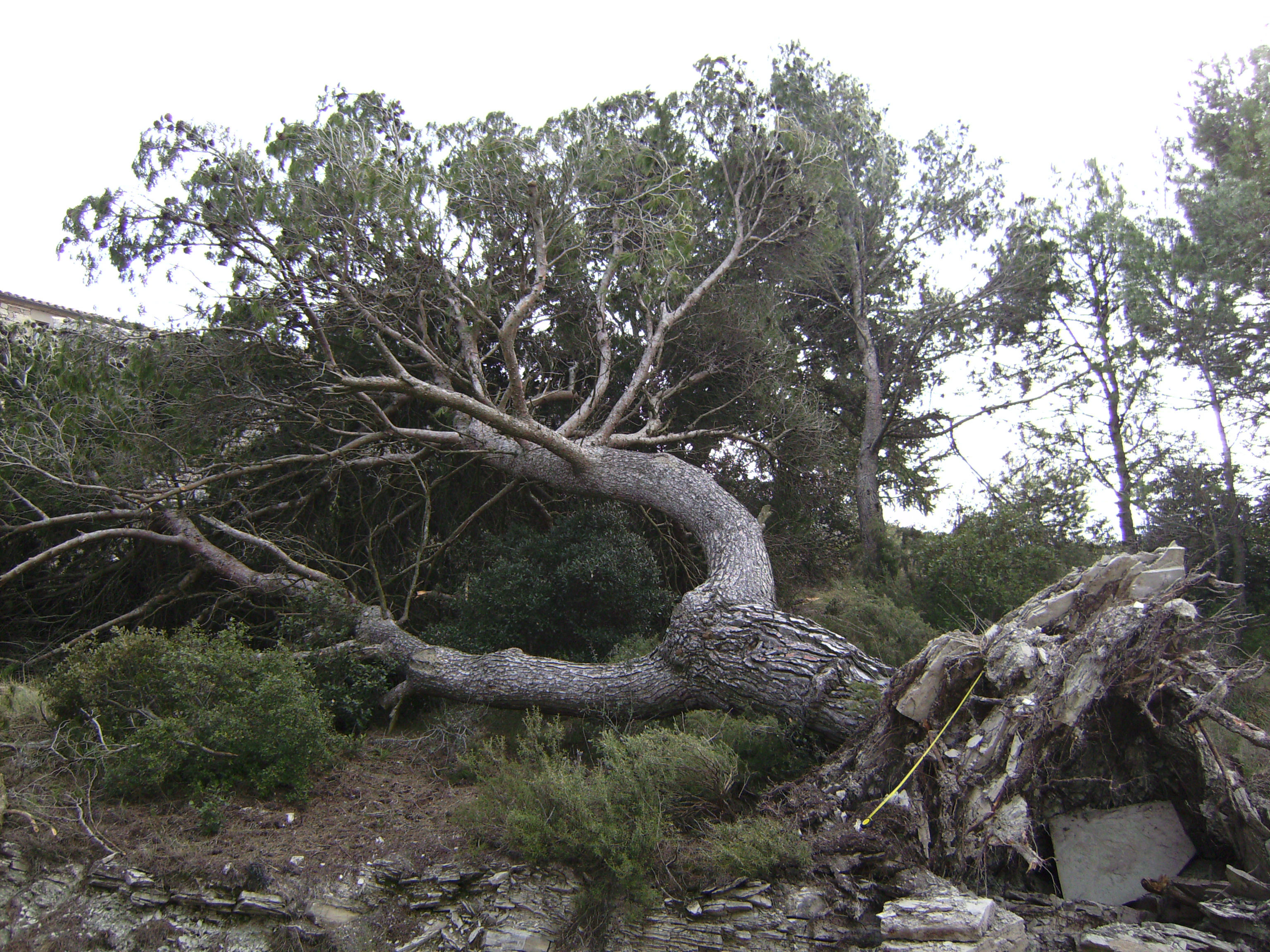
Castelltallat, Pi blanc tombat per la ventada de 24 de gener de 2009, la línia groga al costat de les arrels fa un metre

Habitualment és als dos extrems nord i sud de la costa catalana on els vents (Tramuntana i Mestral) bufen amb més força. Allí se supera els 150 km/h de velocitat del vent la majoria dels anys.
Les ràfegues màximes s'acostumen a produir entre els mesos d'octubre a març.
No són gaire freqüents fenòmens ventosos associats amb bofaruts. Per exemple recentment, el 2 de novembre del 2008, un d'aquests tornados va afectar l'Alt Camp, la Conca de Barberà i en menor grau les comarques properes. Els remolins i regolfades van provocar nombrosos desperfectes als boscos de la zona i concretament a l'Alzina del Mas de Borbó de l'Aleixar (Baix Camp).
A la resta del territori aquests nivells d'intensitat són superats ocasionalment, per exemple les darreres ventades fortes a Barcelona corresponen als anys 1989 i 2009.
El 24 de gener de 2009, l'anomenat, a Europa, "vendaval Klaus" ocasionà, en només 12 hores, a tot Catalunya, grans desperfectes urbans i danys en arbres, especialment en els més grossos o monumentals catalogats. Per exemple el lledoner de Rajadell va perdre la meitat de la capçada i l'àlber de la Descàrrega d'Amposta va ser arrencat.

## Evolució recent del clima de Catalunya
Per al període de 1869 a 1998 s'ha fet un estudi sobre 23 estacions de Catalunya, la majoria localitzades en zones no urbanes. S'han apreciat les fases següents:
- 1a fase, augment de la temperatura mitjana anual amb un increment de 0,01 °C per any (de 1869 a 1949)
- 2a fase, parèntesi fred amb disminució de la temperatura mitjana anual de -0,03 °C per any (de 1950 a 1975)
- 3a fase, marcat augment de la temperatura mitjana amb un augment de 0,07 °C per any (de 1976 a 1998)

En tot el període de 1869 a 1998 l'augment de la temperatura mitjana anual va ser de 0,89 °C, essent l'hivern quan més va augmentar (1,78 °C) i a l'estiu quan menys ho va fer (0,59 °C)

## Evolució futura dels fenòmens extrems a Catalunya
Per efecte del canvi climàtic els fenòmens meteorològics extrems com tempestes i sequeres estan sent i seran cada cop més freqüents, de major magnitud i més difícils de predir.
Aquests efectes ja s'estan fent visible al territori peninsular. L’any 2022 ha sigut l’any més calorós a Espanya des de, almenys, el 1916, amb diferència respecte els dos immediats seguidors. Segons l’AEMET, les onades de calor són 10 vegades més freqüents que a principis del segle XX (abans cada 30,7 anys, ara cada 3,7 anys): avui dura 5 setmanes més que a principis dels 1980 i s'estima que pugui ser gairebé 1 mes més en 2050. Segons l'AEMET, les nits tropicals (Tª mín. > 20 °C) podrien augmentar 30% de mitjana anual al Mediterrani, i ja gairebé s'han quadruplicat en els últims 75 anys tant per efecte del canvi climàtic com per l'efecte illa de calor en grans ciutats.